# Sicko
Sicko es el título de una película documental de Michael Moore estrenada el 29 de junio de 2007. Ofrece una visión crítica del sistema de salud de Estados Unidos, poniendo énfasis en la crítica a las grandes compañías de servicios de salud estadounidenses y en las dificultades que tienen millones de estadounidenses para acceder a un sistema de salud de calidad y universal.
A través de su blog, Moore solicitó que le enviaran «historias de terror sobre la sanidad privada» quienes habían sufrido en sus propias carnes las deficiencias del sistema sanitario estadounidense.
Sicko se propone, fundamentalmente, reflexionar sobre la naturaleza del sistema y llama al pueblo estadounidense a demandar cambios políticos que lleven al sistema a acercarse a la sanidad universal gratuita que gozan otros países mostrados en la cinta: Francia, Canadá, Reino Unido y Cuba.
Cuando fue entrevistado acerca de su película, Moore dijo: 

«Si la gente pregunta, díganles que Sicko es una comedia acerca de los 45 millones de personas sin salud pública del país más rico de la Tierra».

En una parte del filme, Michael Moore traslada al Centro de detención de Guantánamo a un grupo de personas enfermas como resultado de haber participado en las operaciones de rescate y desescombro, de los atentados del 11 de septiembre de 2001 para que reciban el mismo tratamiento que los prisioneros allí detenidos. Ante la negativa de las autoridades estadounidenses, el grupo pide ayuda a la sanidad cubana, que los ayuda y les proporciona gratuitamente la ayuda que se les niega en su propio país, a unas personas consideradas héroes en su momento.
El 19 de abril de 2007 Moore anunció que su documental había sido seleccionado para el Festival de Cannes 2007 (donde no compitió en la sección oficial) y que tendría su estreno mundial el 19 de mayo de 2007. El 9 de mayo se anunció que la película se presentaría el 29 de junio en Canadá y Estados Unidos.
La MPAA ha otorgado a la película Sicko la calificación oficial de PG-13 (Mayores de 13 años) por «lenguaje moderado».

## La trama

### Parte Uno
Muchos y muy buenos Doctores se están saliendo del negocio. Muchos ginecólogos no son capaces de practicar su amor con las mujeres en todo el país.

Fueron las palabras de Bush de entrada en la película Sicko, en un congreso de Salud en septiembre de 2004. Para el personal médico, que gana al año un total de seis dígitos monetarios, así empezó esta película.
La cinta se desglosa en cuatro capítulos aproximadamente.
En ella Michael Moore expresa inicialmente la realidad de los 50 millones de ciudadanos estadounidenses que no cuentan con ningún plan de cobertura médica, agregando que esa película no va dedicada a esos 50 millones, sino a los más de 250 millones de estadounidenses que sí gozan de seguro médico, o que al menos creen estar cubiertos por grandes compañías aseguradoras como Aetna Inc., Horizon Blue Cross, Blue Shield, Humana Inc., Cigna y United Health Care. A pesar de que cada uno de estos contribuyentes paga alrededor de 2.000 dólares anuales por medio de reducciones salariales, en la mayoría de los casos los tratamientos les son denegados cuando los necesitan.
En la primera parte se ve a varias personas con cobertura médica afectadas por las aseguradoras al negarles esta cobertura, como el caso de varias mujeres y una niña que mueren por falta de servicios, o de otras con varios tipos de cáncer que se ven obligadas a negociar con sus aseguradoras por los servicios de salud.
En la película, un individuo sin cobertura que había perdido unos dedos en accidente se presenta con un presupuesto médico, que le da la opción de 12.000 dólares por readherirle el dedo anular o 60.000 por el índice. El varón —un tanto romántico y sin tanto dinero como la mayoría de estadounidenses de clase media— escoge que le sea repuesto el dedo matrimonial (anular).
Una mujer de clase media y con un buen puesto profesional se arruina debido a las facturas de los servicios médicos y el coste de los medicamentos, ya que tiene que pagar por las pastillas para el cáncer $250 dólares mensuales. Más adelante obtendrá las mismas pastillas en Cuba por 5 centavos de dólar. La mujer se ve forzada a vivir con su hija en un estudio.
A un padre de familia asegurado por CIGNA se le niega uno de los dos implantes cocleares que su hija necesita para poder oír, aunque la compañía revoca expresamente esta decisión cuando el hombre les avisa que está dispuesto a colaborar en la película de Moore.
Una mujer cuyo esposo muere después de que su aseguradora se negara a autorizar un trasplante de médula ósea de su hermano menor, con la excusa de que era «un procedimiento experimental». Por ley —ley que se vota bajo presión de los lobbies— las compañías aseguradoras no pagan los ensayos clínicos, en el caso del reportaje, la operación era un trasplante de médula ósea, algo que no era un ensayo clínico.
Estos son algunos de los 50 participantes de este documental.
Las grandes aseguradoras, en palabras de Moore, «compran a nuestro Congreso para proteger así sus fortunas y dominio de la sanidad».

### Parte Dos
En la segunda parte, Moore detalla su explicación al origen de este declive sanitario: En agosto de 1971 Richard Nixon y su asesor Edgar Kaiser acordaron degradar el sistema sanitario público, dando así origen al sistema privatizado de la actualidad. Se muestran varias grabaciones de Edgar Kaiser y John Ehrlichman en el momento en el que Nixon promulgaría la Ley de Salud Gestionada (Managed Care). En ellas, Ehrlichman promete a Nixon:

Todos los incentivos estarán dirigidos al menor cuidado médico posible.

y Edgar Kaiser afirma:

Cuantos menos cuidados proporcionen, más dinero ganarán.

Kaiser se refiere a los magnates y directivos de la industria de la salud. Moore pone especial énfasis en el hecho de que son esos mismos magnates los que hoy en día proporcionan los fondos necesarios para financiar las campañas políticas de los congresistas estadounidenses, lo cual irónicamente nos muestra con una etiqueta roja el precio cada uno de ellos. Según el documental, estos precios oscilan entre los 50.000 y los 250.000 dólares.
En esta parte, Moore se centra particularmente en Billy Tauzin, quien dejaría el Congreso para convertirse en el CEO o director general del mayor grupo de lobbies de la industria farmacéutica, PhRMA, con un salario anual de dos millones de dólares. Se muestra también el testimonio que la doctora Linda Peeno dio a la Cámara de Representantes de los Estados Unidos el 30 de mayo de 1996, sobre la corrupción y compraventa de los representantes de salud en todo nivel, así como su falta de ética.

Deseo comenzar haciendo una confesión pública: En la primavera de 1987, yo, como médico, causé la muerte de un hombre.
Aunque esto fue un hecho conocido por mucha gente, nunca he sido llevada ante un tribunal de justicia ni he sido llamada para dar informe alguno en ningún foro público o profesional. De hecho, justamente ha ocurrido lo contrario: fui recompensada por obrar así, ya que no solamente demostré lo que efectivamente se esperaba de mí y lo que podía hacer, sino que ejemplifiqué al «buen doctor» que la compañía esperaba al ahorrarles medio millón de dólares.

Linda Peeno es una médica formada en medicina interna y enfermedades infecciosas, directora ejecutiva de la International Society for the Systems Sciences y presidente de la subdivisión de Medicina y Cuidados de salud.
Después de Nixon, el documental prosigue con la Administración Reagan y el cierre de numerosos hospitales psiquiátricos, financiados por el gobierno federal y el fracaso en los esfuerzos de los Clinton para hacer una legislación que garantizase un sistema de salud universal en los USA. De acuerdo con Moore, la industria de la salud gastó 100 millones de dólares para vencer el plan Clinton de salud universal, una suma idéntica a la que se mantiene para pagar a 4 lobbies por congresista.
Se muestran también imágenes de archivo de una campaña propagandística de la industria farmacéutica, demonizando el concepto de los «Cuidados de Salud Universal» al asociar «Medicina Social» con socialismo, comunismo y «Medicina Soviética».

### Parte Tres
Moore hace una visita a unos parientes en Canadá y habla del sistema de salud del país y como este es denostado por los políticos estadounidenses. También muestra cómo una joven de los Estados Unidos va a Canadá para intentar obtener cuidados médicos. Luego el autor viaja al National Health Service de Gran Bretaña y dialoga con Tony Benn, ciudadano británico del partido laborista, que explica su modelo de democracia. También se alude a los años de guerra y como éstos forjaron una conciencia social. 
Luego el autor se dirige a Francia, donde una madre de tres hijos le explica cómo una niñera proporcionada por el Estado la ayuda en las tareas domésticas y donde entrevista a una pareja de la clase media y le pregunta por sus gastos, respondiendo la mujer que tras la hipoteca, su mayor gasto es en comida, dice, en tono humorístico, que en los pasados dos años los precios han aumentado.
También se muestra a ciudadanos franceses en una manifestación, pidiendo que se mantenga como día no laborable, el día tradicionalmente festivo en Francia, del lunes posterior al domingo de Pentecostés, mostrándonos, de esta forma, que los franceses salen fácilmente a manifestar para defender sus derechos.
Más abajo, Moore visita la Guardería con personal entrenado profesionalmente, lo cual le cuesta a la mujer un dólar la hora de cuidados infantiles, un precio que el director parece considerar pequeño. De esta manera, Moore concluye su tour francés preguntando:

¿Hay alguna razón por la que «ellos» quieran hacernos odiar a los franceses? Tal vez tengan miedo de que queramos vivir tal y como viven ellos aquí.

### Parte Cuatro
En esta parte se muestra una contradicción del sistema: algunos de los bomberos y los socorristas voluntarios que ayudaron a las víctimas durante los atentados del 11 de septiembre de 2001 padecen secuelas crónicas del rescate. Mientras algunos de estos socorristas han perdido su cobertura médica, los detenidos por cargos de combatiente enemigo (el término se retiró en 2009) en el Centro de detención de Guantánamo disponen de instalaciones sanitarias y personal convenientemente calificado.
Con la intención deliberada de poner en evidencia a la administración Bush y al sistema sanitario estadounidense, Moore, en compañía de varios de estos socorristas afectados, fleta una embarcación con rumbo a La Habana. El objetivo de Moore en esta parte es mostrar que no solo países del primer mundo como Canadá, el Reino Unido o Francia ofrecen mejor cobertura sanitaria, sino que incluso un país como Cuba, tradicional enemigo de Estados Unidos y permanentemente calificado por el gobierno estadounidense de tercermundista y comunista, puede ofrecer a sus ciudadanos un sistema de atención médica mejor que el norteamericano.

## Compañías de la salud que aparecen en la película
Unas son vistas en sus anuncios, otras son comentadas indirectamente.
- Aetna Inc.
- Amgen (AMGN)
- Astrazeneca
- Blue Cross and Blue Shield
- Cigna
- Consumer Healthcare Choices (CHCC)
- Glaxosmithkline
- Horizon
- Humana
- Johnson & Johnson (JNJ)
- Kaiser Permanente
- Merck & Co Inc.
- PhRMA
- Pfizer
- United Health Care

Existe también un proyecto de algunas de estas Compañías para financiar una película anti-Moore que se llamaría Sicke and Sicker, que hablaría de la salud en Canadá.
En cuanto a Cuba, aparece el Hospital Hermanos Ameijeiras, hospital  de La Habana, uno de los lugares en Cuba donde los norteamericanos de la película reciben su tratamiento.

## La recepción en Cannes
El documental ha recibido una crítica positiva de los medios de comunicación. A continuación, algunas de las críticas que recibió en el 60 Festival de Cannes.
La revista Variety lo describe como «Una conmovedora y entretenida disección de la industria de los cuidados de salud gringa», concluyendo que podría comprenderse muy bien internacionalmente.
El Empire de Inglaterra comentó que Sicko es una producción que realmente revela los talentos de Moore.
La cadena de televisión Fox News calificó a Sicko de «brillante y edificante» con un Moore más maduro, que nunca habla bajo y provoca a la audiencia.
El 19 de mayo de 2007 más de 2.000 personas ovacionaron la película tras su estreno en el Grand Theatre Lumiere, el auditorio principal del Festival.
Moore es citado textualmente diciendo: «Sé que me espera una tormenta cuando regrese a Estados Unidos».
Por supuesto, no toda la audiencia estuvo contenta. A algunos críticos canadienses no les gustó que Moore ensalzara el sistema sanitario canadiense. De todas maneras, otros comentaristas como Thomas Walkom, del Toronto Star, hicieron notar que Moore había producido un film para la audiencia americana para que así mismo criticaran su sistema dominante de salud, mientras que la mayoría de canadienses se oponen a que su propio sistema sea reemplazado.
La première en Norteamérica de Sicko tuvo lugar en London, en el Cineplex Entertainment de Masonville Place, el viernes 8 de junio a las 7:00 PM (Hora Este), con el propio Moore presente. En la película de Sicko aparecen pacientes del área de London, Ontario.

## Investigación oficial contra Moore
El 2 de mayo de 2007 Moore recibió una carta de la Oficina de Control de Bienes Extranjeros del Departamento del Tesoro (OFAC por sus siglas en inglés) informándole que era objeto de una investigación civil debido a su viaje a Cuba en marzo. En la carta se le advierte a Moore que el departamento del Tesoro no tiene constancia de que Moore haya obtenido el permiso necesario que lo autorice a llevar a cabo transacciones relacionadas con viajes a Cuba, alegando que viola el embargo a Cuba.
Un duplicado de la cinta original se mantiene fuera de Estados Unidos en caso de que las autoridades estadounidenses decidieran confiscar la película como parte de la investigación criminal contra Moore por llevar a los enfermos a Cuba para que recibieran tratamiento médico, aunque oficialmente Moore no ha dicho dónde se encuentra el otro negativo, la Fox News (cadena de corte conservador) 
dice que está en Francia.

### Los socorristas
Los socorristas voluntarios John Graham, William Maher y Reggie Cervantes, que formaban parte del grupo que viajó con Moore al Centro de detención de Guantánamo y después a Cuba para recibir tratamiento médico, fueron también convocados para dar cuenta a la OFAC de los gastos que pudieron haber hecho, lo cual violaría el embargo. Según la Administración, podrían enfrentarse a multas de hasta 65.000 dólares si se los encuentra culpables de violación de dicho embargo.

### Reggie
Regina Cervantes fue una de las primeras voluntarias del 11-S y, como consecuencia de su labor humanitaria, tanto ella como sus hijos padecen secuelas y problemas de salud. Al principio fue rechazada por los seguros médicos de Estados Unidos, lo cual le trajo problemas económicos por los elevados gastos de sus cuidados médicos, ya que pagar con dinero propio en Estados Unidos sin la cobertura de una compañía aseguradora es unas 100 veces más caro que estar asegurado. Reggie, de 46 años, es una neoyorquina de origen puertorriqueño, exempleada de Queens EMT y exmiembro de Flatlands Volunteer Ambulance, con las que colaboró el día de la tragedia. Actualmente lucha contra varias enfermedades pulmonares y está en una situación financiera difícil debido a las elevadas facturas médicas.Tanto ella como sus hijos, Lia y Buddy, sufren Trastorno por estrés postraumático (PTSD por sus siglas en inglés).